# Дифторид-диизоцианат кремния
Дифторид-диизоцианат кремния — химическое соединение,
фтор- и изоцианопроизводное моносилана
с формулой SiF2(NCO)2,
бесцветная жидкость.

## Получение
- Фторирование тетраизоцианата кремния с помощью трифторида сурьмы. Образуется смесь SiF3NCO, SiF2(NCO)2 и SiF(NCO)3.
- Пропускание смеси паров тетрафторида и тетраизоцианата кремния через трубку нагретую до 700°С. Образуется смесь SiF3NCO, SiF2(NCO)2 и SiF(NCO)3.

## Физические свойства
Дифторид-диизоцианат кремния образует бесцветную жидкость.